# Itavia Flight 870
Itavia Flight 870, i Italien känd som Usticamassakern, var en reguljär passagerarflygning som ägde rum den 27 juni 1980 och flögs av flygplanstypen Douglas DC-9 mellan Bologna och Palermo i Italien. Drygt halvvägs genom flygningen, på en höjd av 24 000 fot, exploderade planet av omtvistad anledning över det Tyrrenska havet, nära ön Ustica.